# Glenea omeiensis
Glenea omeiensis é uma espécie de escaravelho da família Cerambycidae. Foi descrita por Chiang em 1963.